# Коркинське
Ко́ркинське (рос. Коркинское) — село у складі Туринського міського округу Свердловської області.
Населення — 703 особи (2010, 910 у 2002).
Національний склад населення станом на 2002 рік: росіяни — 99 %.